# فرانچسکو دلی
فرانچسکو دلی (انگلیسی: Francesco Deli؛ زادهٔ ۱۷ ژوئیهٔ ۱۹۹۴) بازیکن فوتبال اهل ایتالیا است.